# Fritz Rang
Friedrich Hermann gen. Fritz Rang (* 9. April 1899 in Grottau, Österreich-Ungarn; † 3. Februar 1982 in Göttingen) war im nationalsozialistischen Deutschen Reich SS-Standartenführer und Kriminaldirektor, Leiter der Amtsgruppe C des Amtes IV (Gestapo) im Reichssicherheitshauptamt.

## Herkunft und Studium
Fritz Rang war Sohn eines Kaufmanns. Nach seinem Schulabschluss 1917 nahm Rang ab Juli am Ersten Weltkrieg nahm Rang als Soldat teil. Aus der kaiserlichen Armee wurde er Anfang 1919 als Unteroffizier entlassen, um zum Sommer 1919 dem Freikorps Epp beizutreten. Ab 1922/23 war er Mitglied in der paramilitärischen Organisation Stahlhelm. Er studierte Landwirtschaft sowie Naturwissenschaften und wurde 1931 zum Dr. phil. promoviert. Er wurde nach entsprechenden praktischen Erfahrungen im Oktober 1932 Landesbauernführer in Oldenburg/Niedersachsen sowie Geschäftsführer des Amtes für Agrarpolitik im NSDAP-Gau Weser-Ems. Zum 1. Oktober 1932 trat er der NSDAP (Mitgliedsnummer 1.366.023) und 1933 der SS bei (SS-Nummer 122.074).

## Beim Sicherheitsdienst der SS
Seine politischen Ambitionen führten ihn im Januar 1934 zum Leiter der Presseabteilung im Hauptamt des Sicherheitsdienstes der SS. Als ihn in dieser Funktion Dr. Franz Six ablöste, wechselte Dr. Rang ins Amt der Geheimen Staatspolizei (Gestapo), wo er ebenfalls für die Pressearbeit zuständig war.
In einem Schreiben vom 16. Dezember 1936 an den Präsidenten der Reichsschrifttumskammer teilte Dr. Rang mit:

„Ich habe sämtliche Staatspolizeileitstellen im Reichsgebiet angewiesen, auftauchende Exemplare der Werke Thomas Manns polizeilich zu beschlagnahmen und einzuziehen.“

Vom Oktober 1939 bis Januar 1940 leitete er die Staatspolizeistelle Zichenau in Polen.

## Im Reichssicherheitshauptamt
Nach dem Geschäftsverteilungsplan des Reichssicherheitshauptamtes (RSHA) vom März 1941 war Rang als SS-Sturmbannführer und Regierungsrat Chef der Amtsgruppe IV C (Karteiwesen). Durch die Umorganisation des RSHA im März 1944 wurde er – zwischenzeitlich SS-Standartenführer und Kriminaldirektor – als Leiter des Referates IV B 3 (Südgebiete) geführt. Er war auch Mitglied einer noch in der Nacht des 20. Juli 1944 gebildeten Sonderkommission des RSHA, die von Gestapochef Heinrich Müller geleitet wurde und mit der Ermittlung der Widerstandsgruppe um den Hitler-Attentäter Stauffenberg beauftragt war.
Am 18. August 1945 nahm man Rang gefangen. Das Spruchgericht Bielefeld verurteilte ihn am 10. Juli 1947 zu acht Jahren Gefängnis. Am 22. Juli 1948 wurde das Urteil zu seinen Gunsten auf sieben Jahre reduziert. Aber nicht einmal diese Strafe saß er komplett ab. Im Juni 1950 wandelte der Ministerpräsident von Nordrhein-Westfalen den noch zu verbüßenden Strafrest in eine Bewährungsstrafe um. Anschließend arbeitete Rang wieder als Lehrer.